# 喬因羽
喬因羽（1532年—？），字思儀，號鸿斋，陝西西安府耀州人，軍籍，明朝政治人物。

## 生平
隆庆元年 (1567年)陝西鄉試第三十名。萬曆八年（1580年）庚辰科會試二百八十八名，第三甲第五十四名進士。都察院觀政，本年授任山西洪洞縣知縣，十三年行取，升兵部主事，十六年升员外郎，十七年升郎中，十八年升直隶广平知府，十九年告病。二十四年起补天津副使。

## 家族
曾祖父喬志玉；祖父喬仲節，封主事；父親喬世寧，曾任四川按察使 贈通議大夫。母宋氏（封安人 贈淑人）；繼母魚氏（封太淑人）。弟喬因阜，隆庆二年 (1568年) 进士。